# Филипп (Родионов)
Игумен Филипп (в миру Фёдор Матвеевич Родионов; ум. 25 января 1783, Москва) — священнослужитель Русской православной церкви.

## Биография
Родился в Петербурге в семье смотрителя Итальянского дома Матфея Родионова, обучался после смерти отца у золотых дел мастера Ильи Иванова с 1740 года.
Дважды (в детстве и в 1740-х годах) перенес «горячку», во время которой «впадал в безумство», бредил. Перенесенная тяжёлая болезни стала одной из причин ухода его от мира в юном возрасте. Однако болезнь его впоследствии бесследно прошла.
В марте 1743 года поступил в Московский Златоустов монастырь, где принял монашество. Долгое время был казначеем в Московском Златоустовском монастыре. В 1747 году рукоположен в иеродиакона.
22 ноября 1754 года временный управляющий Екатерининской пустынью в Видном иеромонах Питирим подал прошение о назначении строителем пустыни иеродиакона Филиппа из Златоустовского монастыря с возведением его в сан иеромонаха. Поведения он был благонравного, служил добросовестно. Но благословение на его назначение настоятелем Екатерининской пустыни митрополит Московский не дал, поскольку выяснилось, что Филипп ранее страдал горячкой и бредил.
В 1757 году был рукоположён в сан иеромонаха.
В 1768 году составлял опись патриаршей ризницы и, как искусный в иконописании, выполнял реставрацию икон в Успенском и Архангельском кремлёвских соборах.
2 сентября 1771 года ему было поручено управление Златоустовским монастырём.
23 декабря того же года он был назначен и 6 января 1772 года посвящен в игумены Московского Крестовоздвиженского монастыря.
В 1774 года назначен синодальным ризничим, но, по болезни, отказался от этой должности и был определён игуменом в Боголюбов монастырь Владимирской епархии.
9 февраля 1775 года по болезни, был уволен на покой в Златоустовский монастырь и оставался там до конца жизни.